# Georgie Fame
Georgie Fame, geboren als Clive Powell (26 juni 1943), is een Engelse rhythm-and-blues- en jazzzanger en keyboardspeler. Hij had een aantal grote hits in de jaren 60. Tegenwoordig treedt hij nog regelmatig op met tijdgenoten als Van Morrison en Bill Wyman.

## Ontstaan van Radio Caroline
De manager van Georgie Fame in het begin van de jaren 60 van de twintigste eeuw was Ronan O'Rahilly, geboren in Ierland en wonend in Londen. Voor Ronan lukte het niet om de platen van Georgie Fame gedraaid te krijgen bij de BBC of bij Radio Luxembourg. Dit was uiteindelijk voor hem de aanleiding tot het oprichten van een eigen zeezender: Radio Caroline.

## Discografie

### Singles
| Single met eventuele hitnotering(en) in de Nederlandse Top 40 | Datum van verschijnen | Datum van binnenkomst | Hoogste positie | Aantal weken | Opmerkingen                            |
| ------------------------------------------------------------- | --------------------- | --------------------- | --------------- | ------------ | -------------------------------------- |
| Yeh yeh                                                       | 12-1964               | 23-01-1965            | 24              | 6            | and the Blue Flames                    |
| Getaway                                                       | 1966                  | 6-08-1966             | 26              | 5            | and the Blue Flames                    |
| Sunny                                                         | 1966                  | 24-09-1966            | 2               | 13           |                                        |
| Sitting in the Park                                           | 1966                  | 4-02-1967             | 31              | 1            | and the Blue Flames                    |
| The ballad of Bonnie and Clyde                                | 1967                  | 27-01-1968            | 5               | 12           |                                        |
| Seventh Son                                                   | 1969                  | 24-01-1970            | tip             |              |                                        |
| Rosetta                                                       | 1971                  | 1-05-1971             | 1 (1wk)         | 12           | & Alan Price;#3 in de Daverende Dertig |
| Follow Me                                                     | 1971                  | 20-11-1971            | tip             |              | & Alan Price                           |

### NPO Radio 2 Top 2000

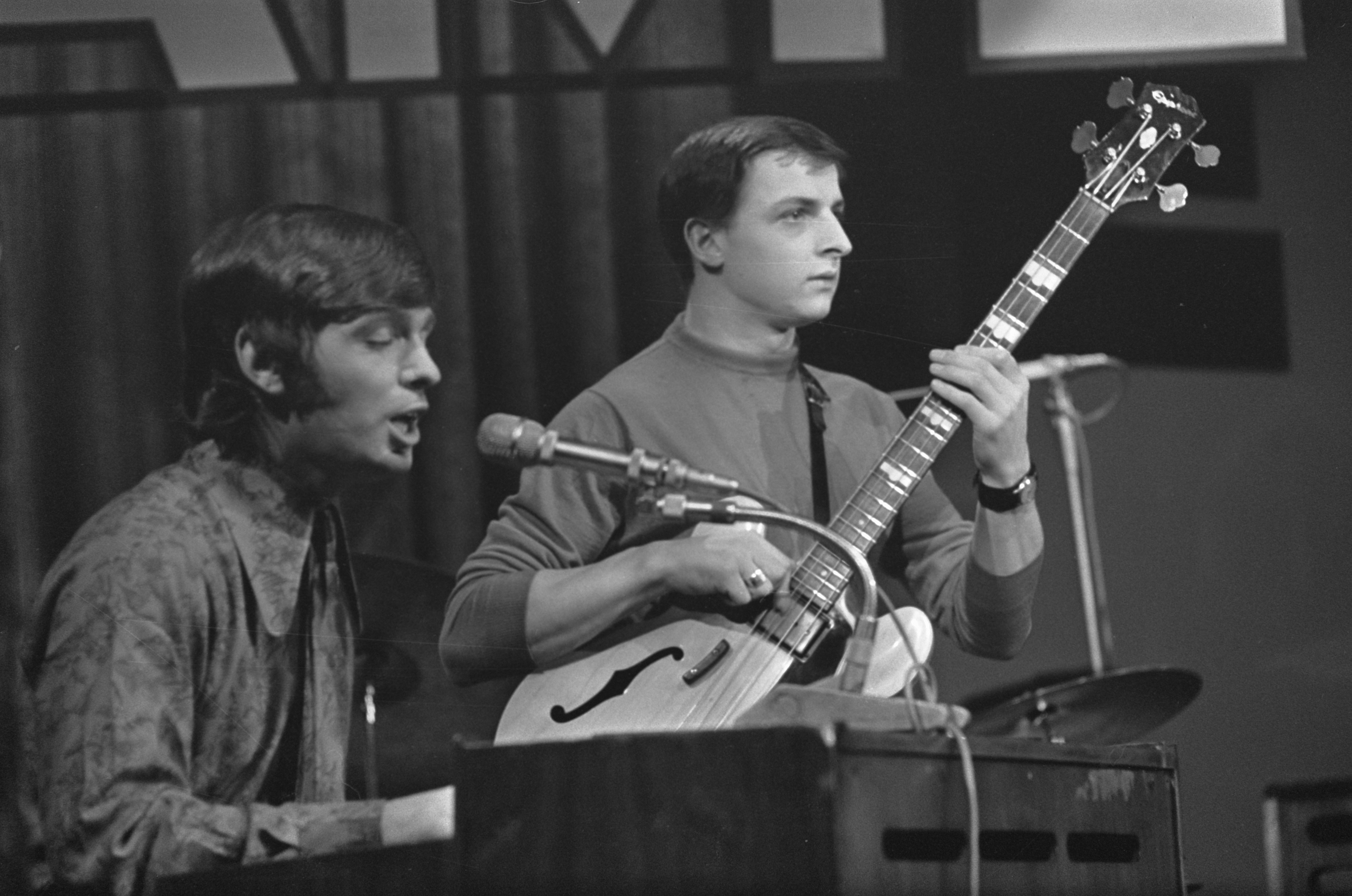
Georgie Fame & Rick Brown (bas) (Concertgebouw, 1966)

| Nummers met noteringen in de NPO Radio 2 Top 2000 | '99  | '00  | '01  |
| ------------------------------------------------- | ---- | ---- | ---- |
| Rosetta (met Alan Price)                          | 1735 | -    | 1924 |
| The ballad of Bonnie and Clyde                    | 1988 | 1995 | -    |
| Yeh yeh                                           | 1932 | -    | -    |

1. ↑  Een '-' betekent dat het nummer niet was genoteerd en een vetgedrukt getal geeft de hoogste notering van een nummer aan.
2. ↑  Deze tabel is bijgewerkt tot en met de meest recente editie (2024).